# Baga Amunt (Vallfogona de Ripollès)
La Baga Amunt és una entitat de població del municipi de Vallfogona de Ripollès a la comarca del Ripollès. El 2013 tenia 23 habitants.